# Adrocampa
Adrocampa là một chi bướm đêm thuộc họ Erebidae.